# Rena (Norwegen)
Rena ist eine Ortschaft in der norwegischen Kommune Åmot in der Provinz (Fylke) Innlandet. Der Ort stellt das Verwaltungszentrum von Åmot dar und hat 2117 Einwohner (Stand: 1. Januar 2024).

## Geografie
Rena ist ein sogenannter Tettsted, also eine Ansiedlung, die für statistische Zwecke als eine Ortschaft gezählt wird. Der Ort liegt in der Landschaft Østerdalen, etwa 30 Kilometer nördlich von Elverum. Rena liegt am Zusammenfluss der beiden Flüsse Glomma und Renaelva.

## Geschichte

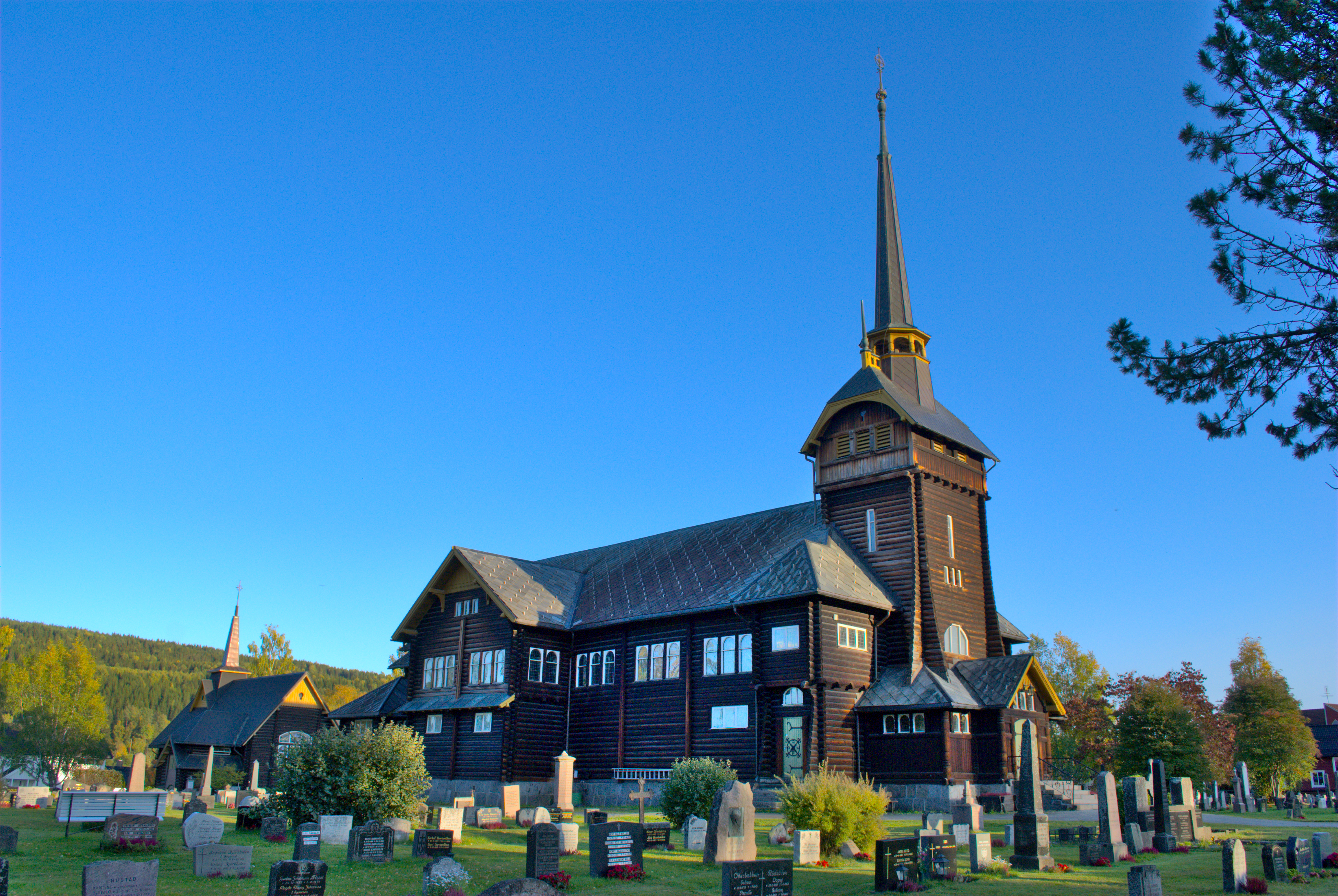
Åmot kirke in Rena

Der Ort wurde im April 1940 bombardiert. Die Åmot kirke ist eine Holzkirche im Jugendstil aus dem Jahr 1902, die im Zentrum des Ortes steht. Architekt war Henrik Bull, der den Entwurf dafür im Jahr 1898 anfertigte.

## Wirtschaft und Infrastruktur

### Verkehr
Durch die Ortschaft führt der Riksvei 3, welcher parallel zur Glomma in den Süden nach Elverum führt, bevor die Straße nach Westen und nach Hamar abknickt. Richtung Norden stellt die Straße unter anderem die Verbindung nach Tynset her. In den Riksvei 3 münden in Rena unter anderem der von Osten kommende Fylkesvei 215 und der in den Westen führende Fylkesvei 2184. Ebenfalls parallel zur Glomma verlaufen die Schienen der Bahnlinie Rørosbanen. Der Bahnhof in Rena wurde im Oktober 1871 im Rahmen der Verlängerung der Bahnstrecke von Hamar nach Grundset geöffnet. Bis 1875 war Rena dabei der Endpunkt der Rørosbane.

### Wirtschaft
In Rena wurde im Jahr 1997 das Rena leir, eine Niederlassung des norwegischen Militärs geöffnet. Dort ist das Telemark-Bataillon stationiert. Es gehört zu den größten Militärstützpunkten Nordeuropas. Durch die Etablierung wurde der in der Kommune Åmot in den 1960er-Jahren einsetzende Bevölkerungsrückgang gestoppt. Bis 1998 wurde in Rena das Unternehmen Rena Kartonfabrik geführt. Die Industrie war lange ein wichtiger Arbeitgeber, die Bedeutung ging allerdings mit der Zeit stark zurück.

## Sport
Nahe der Ortschaft liegt die Skisprunganlage Renabakkene. Im Jahr 1902 wurde dort die erste Schanze errichtet. Im Jahr 1934 wurden zwei Schanzen fertiggestellt, später folgten weitere. Im Ort startet das traditionelle Skirennen Birkebeinerrennet, das von Rena nach Lillehammer führt.

## Persönlichkeiten
- Anne-Catharina Vestly (1920–2008), Schriftstellerin